# Экзокринные железы
Экзокри́нные же́лезы (железы внешней секреции) — железы, которые вырабатывают свои вещества (секрет) и выводят их во внешнюю среду организма (человека или животных) или в его полости (в отличие от эндокринных желез). В зависимости от того, превращается в секрет часть железистой клетки или клетка целиком, различаются апокриновые железы и голокриновые железы. Экзокринные железы имеют эпителиальное происхождение, возникая и развиваясь как выросты эпителиального пласта.

## Перечень желёз внешней секреции
Некоторые из этих желёз осуществляют как внешнюю, так и внутреннюю секрецию.
- Анальные железы
- Молочные железы
- Потовые железы
- Церуминозные железы
- Сальные железы
- Слюнные железы
- Бартолиновы железы
- Бульбоуретральные железы
- Предстательная железа
- Печень
- Бокаловидные клетки (одноклеточные железы внешней секреции)